# Rapanuia disalvoi
Rapanuia disalvoi is een keverslakkensoort uit de familie van de Chitonidae. De wetenschappelijke naam van de soort is voor het eerst geldig gepubliceerd in 2004 door Dell'Angelo, Raines & Bonfitto.